# جالق
جالق (بالفارسية: جالق) هي مدينة تقع في الجزء الأوسط من مدينة غلشن في محافظة سيستان وبلوشستان في إيران في مقاطعة سراوان. يقدر عدد سكانها بـ 13,903 نسمة .